# Physocarpus amurensis
Physocarpus amurensis là loài thực vật có hoa trong họ Hoa hồng. Loài này được (Maxim.) Maxim. miêu tả khoa học đầu tiên năm 1879.